# Seznam letů Falconu 9 a Falconu Heavy (2010–2022)

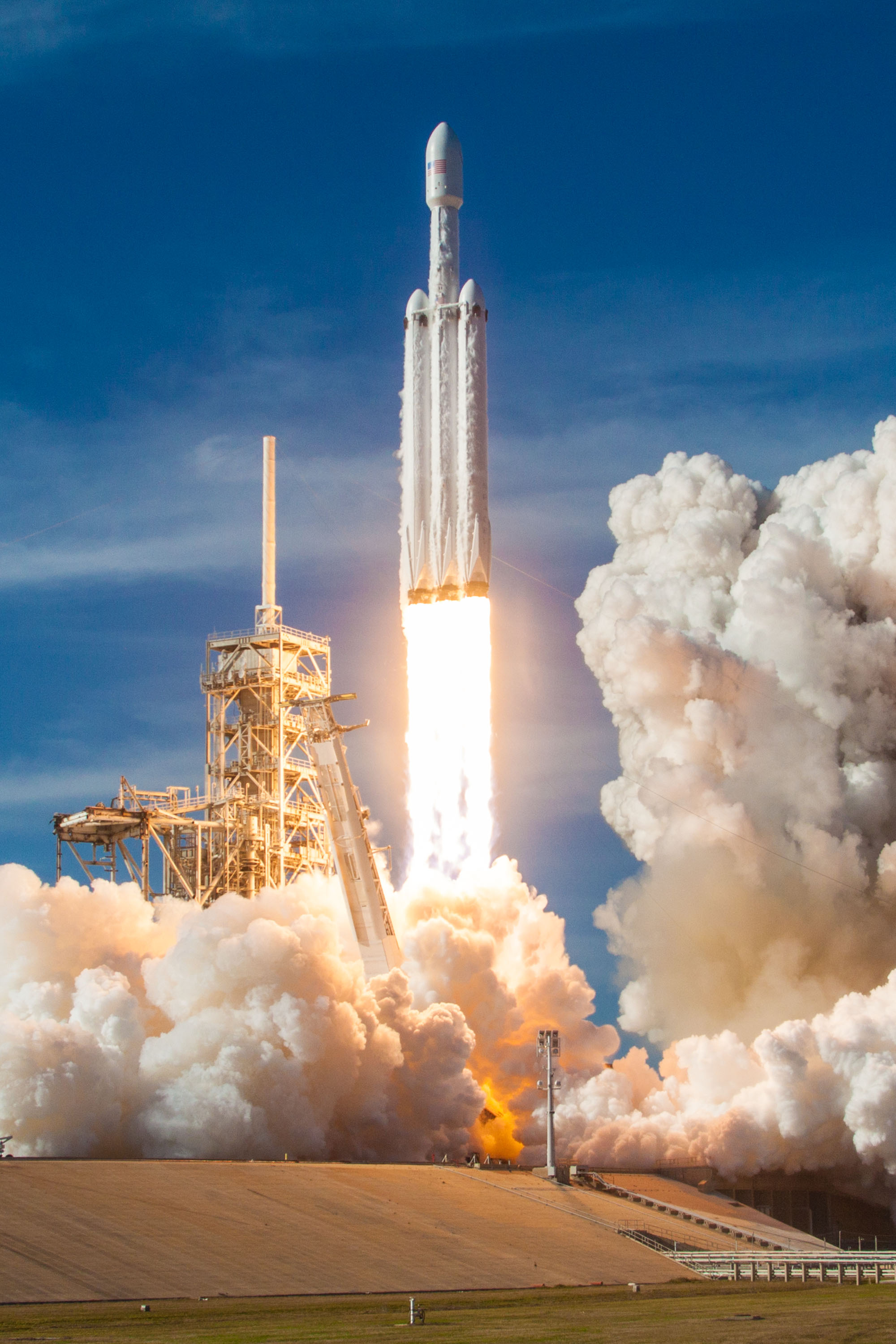
První let Falconu Heavy z Mysu Canaveral, 6. února 2018

Rodina raket Falcon 9 (zleva): v1.0, v1.1, v1.2 "Full Thrust", Block 5, Falcon Heavy a Falcon Heavy Block 5. U v1.1, v1.2 a Block 5 vždy tři varianty - použití s lodí Dragon, použití s krytem nákladu, použití s krytem nákladu a bez manévrovacích mřížkových lamel.

Toto je první část seznamu letů všech verzí raket Falcon 9 (verzí Falcon 9 v1.0, Falcon 9 v1.1 a Falcon 9 v1.2 Block 3, Block 4 a Block 5) a raket Falcon Heavy společnosti SpaceX. Obsahuje lety provedené v období od roku 2010 do roku 2022 včetně informací o návratech 1. stupňů na pozemní přistávací plochy v blízkosti kosmodromů nebo na autonomní plovoucí přistávací plošiny v Atlantském nebo Tichém oceánu. 
Pozdější lety jsou obsahem stránky Seznam letů Falconu 9 a Falconu Heavy (2023–2024). 

## Význačné lety

### První start
První start rakety Falcon 9 se uskutečnil 4. června 2010. Raketa vynášela maketu lodi Dragon a umístila ji na oběžnou dráhu s odchylkou jednoho procenta.

### NASA COTS Demo 1
Druhý start měl za úkol otestovat kosmickou loď Dragon, jež měla být určená pro zásobovací lety k ISS. Start se konal 8. prosince 2010 a druhý stupeň umístil Dragon na oběžnou dráhu ve výšce zhruba 300 km. Po dvou obletech Země se Dragon vrátil zpět do atmosféry a přistál v oceánu v blízkosti Mexika. Tento let testoval integritu tlakové nádoby, změny orientace pomocí trysek, telemetrii, navigační a řídicí systémy, tepelný štít a padáky. Nákladem při tomto letu bylo mimo jiné velké kolo sýra, odkaz na jeden ze skečů skupiny Monty Python.
V rámci testování odstartoval 22. května 2012 také let NASA COTS Demo 2+. Při něm se měl Dragon původně jen přiblížit k ISS, ale v červenci 2011 povolila sloučení této mise s misí COST Demo 3, takže se Dragon za pomoci staniční paže spojil se stanicí a dopravil na ni asi 500 kg nákladu.

### CRS-1
Let CRS-1, který odstartoval 8. října 2012, byl první zásobovací let kosmické lodi Dragon a celkově čtvrtý let rakety Falcon 9. Byl to první operační let podle smlouvy Commercial Resupply Services (CRS) s NASA. Dragon se 10. října 2012 úspěšně spojil se stanicí, ale sekundární náklad, jímž byl prototyp nové komunikační družice Orbcomm, se na oběžnou dráhu umístit nepodařilo.

### První start verze Falcon 9 1.1
První start nové verze, která byla asi o 20% výkonnější a o 50% těžší, než původní verze Falconu 9, se uskutečnil 29. září 2013. Ačkoliv byla družice Cassiope primárním nákladem, využívala nosnost Falconu 9 v1.1 jen asi z 20 %. To SpaceX umožnilo otestovat řízený návrat prvního stupně zpět do atmosféry a vyzkoušet přistání na hladinu oceánu. Zkouška byla úspěšná, ale i to znamenalo nemožnost dalšího využití prvního stupně.

### Ztráta letu CRS-7
Dne 28. června 2015 odstartovala raketa Falcon 9 v1.1 na sedmý zásobovací let k ISS. V čase 139 sekund po startu ale způsobila prasklá vzpěra ve druhém stupni uvolnění tlakovací nádrže s héliem, což vedlo k prasknutí nádrže s tekutým kyslíkem a zničení rakety. Loď Dragon při tomto výbuchu nebyla poškozena a dopadla do Atlantského oceánu. Jelikož ale použitý software neumožňoval vypuštění padáku v takovéto situaci, Dragon nepřistál na padácích, ale zničil se nárazem na vodní hladinu. Elon Musk následně uvedl, že pro příště budou už s touto možností počítat.

### První úspěšné přistání prvního stupně
Při dvacátém letu Falconu 9, při kterém se vynášely družice ORBCOMM-OG2, došlo 22. prosince 2015 k prvnímu úspěšnému návratu prvního stupně rakety Falcon 9 v1.2. K přistání došlo na pevnině, konkrétně v Landing Zone 1 na Mysu Canaveral. První stupeň byl následně po důkladných prohlídkách vystaven před centrálou SpaceX v Hawthorne v Kalifornii.

### První úspěšné přistání na ASDS
K prvnímu úspěšnému přistání prvního stupně na autonomní přistávací plošině ASDS došlo 8. dubna 2016. Po vynesení zásobovací lodě Dragon při letu CRS-8 přistál Falcon 9 v1.2 na plošinu Of Course I Still Love You umístěnou na moři.

### Ztráta satelitu Amos-6
Dne 1. září 2016 explodovala raketa Falcon 9 v1.2 na startovní rampě. K výbuchu došlo ještě před testovacím zážehem, v průběhu tankování druhého stupně. Satelit byl při testu už umístěn na raketě, takže byl zničen.

### První úspěšné znovupoužití prvního stupně
30. března 2017, při misi s komunikačním satelitem SES-10, byl poprvé v historii použit už jednou letěný první stupeň orbitální rakety, konkrétně stupeň z mise CRS SpX-8 z dubna 2016. První stupeň se navíc po oddělení od zbytku rakety opět dokázal vrátit na plošinu ASDS v Atlantském oceánu. Kromě prvního stupně se navíc SpaceX poprvé podařilo zachránit také aerodynamický kryt, který v první fázi letu rakety chrání náklad. Po oddělení od rakety kryt za pomoci vlastních trysek a padáků přistál v oceánu.

### První start verze Falcon 9 Block 4
Podle neoficiálních informací došlo k prvnímu startu rakety, která byla kompletně ve verzi Block 4. Již při předchozích letech byly použity upravené druhé stupně, které byly označovány za verzi Block 4, ale při tomto letu byl poprvé použit i nový první stupeň.

### První start verze Falcon 9 Block 5
11. května 2018 vynesl první Falcon 9 kompletně ve verzi Block 5 satelit Bangabandhu-1, načež bezpečně přistál na OCISLY.

### První let Falconu 9 s posádkou
30. května 2020 odstartovali američtí astronauti Robert Behnken a Douglas Hurley na palubě lodi Crew Dragon k demonstračnímu letu k Mezinárodní vesmírné stanici, ke které se připojili o den později. Šlo o první pilotovaný let Falconu 9 a vůbec první pilotovaný let soukromé vesmírné lodi v historii kosmonautiky. Šlo také o první pilotovaný let z území USA po devíti letech.

### Rekordní počet opakovaných letů jednoho boosteru
Prvním z Falconů 9, který dosáhl limitního celkového počtu 15 startů s úspěšným přistáním, byl 17. prosince 2022 exemplář B1058. 

## Provedené lety

### 2010 až 2013
SpaceX v úvodních letech provedla celkem 7 letů Falconů 9 ve verzích 1.0 a 1.1. Všech 7 startů splnilo hlavní cíl mise, včetně dvou testovacích a dvou řádných letů nákladních lodí Dragon k Mezinárodní vesmírné stanici podle programu Commercial Resupply Services; při 4. letu však byl kvůli poruše motoru na prvním stupni Falconu 9 ztracen sekundární náklad, telekomunikační satelit Orbcomm-OG2. 
Společnost se jen ve 3 ze 7 případů pokusila o záchranu stupně po dokončení jedho aktivního letu, ale ani jedno z obou přistání na padácích ani pokus o motorické přistání neskočnily úspěšně.
| Let číslo | Datum (UTC)      | Nosič ID stupně | Startovací komplex | Náklad                         | Hmotnost nákladu | Orbit   | Mise      | Návrat 1.stupně       | Poznámky |
| --------- | ---------------- | --------------- | ------------------ | ------------------------------ | ---------------- | ------- | --------- | --------------------- | --- |
| 1         | 4. června 2010   | v1.0 B0003†     | CCAFS SLC-40       | Zkušební let                   |                  | LEO     | Úspěšná   | Padáky: Neúspěšný     | Let s maketou lodi Dragon První stupeň byl navržený pro zkoušku přistání pomocí padáků, ale aerodynamické síly při návratu do atmosféry stupeň zničily. |
| 2         | 8. prosince 2010 | v1.0 B0004†     | CCAFS SLC-40       | NASA COTS Demo 1               | 5500 kg          | LEO     | Úspěšná   | Padáky: Neúspěšný     | Test bezpilotní lodi Dragon včetně návratu na Zemi. Neúspěšný pokus o návrat 1. stupně pomocí padáků. |
| 3         | 22. května 2012  | v1.0 B0005†     | CCAFS SLC-40       | NASA COTS Demo 2+              |                  | LEO     | Úspěšná   | Bez pokusu            | Testovací bezpilotní let, nácvik automatických setkávacích manévrů, spojení se stanicí ISS |
| 4         | 8. října 2012    | v1.0 B0006†     | CCAFS SLC-40       | SpX CRS-1                      | 5105 kg          | LEO     | Úspěšná   | Bez pokusu            | První zásobovací let k ISS. |
| 4         | 8. října 2012    | v1.0 B0006†     | CCAFS SLC-40       | Sekundární náklad: Orbcomm-OG2 | 172 kg           | LEO     | Neúspěšná | Bez pokusu            | Satelit se nepovedlo navést na pracovní dráhu. Během startu došlo k selhání jednoho motoru Merlin 1C na prvním stupni, to mělo za následek spálení více paliva než bylo v plánu. NASA nepovolila další zážeh druhého stupně po vypuštění Dragonu protože pravděpodobnost nepoškození ISS klesla jen na 95% oproti požadovaným 99%. Satelit tedy skončil na nízké orbitě a po 4 dnech shořel v atmosféře. |
| 5         | 1. března 2013   | v1.0 B0007†     | CCAFS SLC-40       | SpX CRS-2                      | 4877 kg          | LEO     | Úspěšná   | Bez pokusu            | Druhý zásobovací let k ISS. |
| 6         | 29. září 2013    | v1.1 B1003†     | VAFB SLC-4E        | CASSIOPE                       | 500 kg           | Polární | Úspěšná   | Na hladinu: Neúspěšný | První let Falcon v 1.1. Vynesení satelitu CASSIOPE pro MDA Corp Neúspěšný pokus o návrat 1. stupně nad mořskou hladinou. |
| 7         | 3. prosince 2013 | v1.1 B10**†     | CCAFS SLC-40       | SES-8                          | 3170 kg          | GTO     | Úspěšná   | Bez pokusu            | Vynesení satelitu SES-8 na geostacionární dráhu. |

### 2014
Oproti předchozímu roku přinesl rok 2014 nárůst počtu startů na dvojnásobek, ze 3 na 6. Všechny mise skončily úspěchem, stejně jako 2 pokusy o řízené přistání na mořskou hladinu.  
| Let číslo | Datum (UTC)       | Nosič ID stupně | Startovací komplex | Náklad            | Hmotnost nákladu | Orbit | Mise    | Návrat 1.stupně       | Poznámky                                                                                       |
| --------- | ----------------- | --------------- | ------------------ | ----------------- | ---------------- | ----- | ------- | --------------------- | ---------------------------------------------------------------------------------------------- |
| 8         | 6. ledna 2014     | v1.1 B10**†     | CCAFS SLC-40       | Thaicom 6         | 3325 kg          | GTO   | Úspěšná | Bez pokusu            | Vynesení thajské družice řady Thaicom.                                                         |
| 9         | 18. dubna 2014    | v1.1 B10**†     | CCAFS SLC-40       | SpX CRS-3         | 6289 kg          | LEO   | Úspěšná | Na hladinu: Úspěšný   | Třetí zásobovací let k ISS. Úspěšný pokus o návrat 1. stupně nad mořskou hladinou.             |
| 10        | 14. července 2014 | v1.1 B10**†     | CCAFS SLC-40       | Orbcomm OG2 let 1 | 1316 kg          | LEO   | Úspěšná | Na hladinu: Úspěšný   | 6 komunikačních satelitů firmy Orbcomm. Úspěšný pokus o návrat 1. stupně nad mořskou hladinou. |
| 11        | 5. srpna 2014     | v1.1 B10**†     | CCAFS SLC-40       | Asiasat 8         | 4535 kg          | GTO   | Úspěšná | Bez pokusu            | Geostacionární komunikační satelit Asiasat 8                                                   |
| 12        | 7. září 2014      | v1.1 B1011†     | CCAFS SLC-40       | Asiasat 6         | 4428 kg          | GTO   | Úspěšná | Bez pokusu            | Geostacionární komunikační satelit Asiasat 6                                                   |
| 13        | 21. září 2014     | v1.1 B1010†     | CCAFS SLC-40       | SpX CRS-4         | 6416 kg          | LEO   | Úspěšná | Na hladinu: Neúspěšný | Čtvrtý zásobovací let k ISS. Neúspěšný pokus o návrat 1. stupně na mořskou hladinu.            |

### 2015
Sedm letů Falconů v roce 2015 přineslo první selhání při startu, explozi těsně před oddělením prvního a druhého stupně. Událost přinesla půlroční vyšetřování a pozastavení letů a nadějného vývoje tempa, kdy SpaceX v polovině roku startovala po šesté, stejně jako v celém předchozím roce. Naopak největším úspěchem roku 2015 bylo vůbec první úspěšné přistání 1. stupně Falconu na pozemní přistávací plochu.
| Let číslo | Datum (UTC)       | Nosič ID stupně | Startovací komplex | Náklad                      | Hmotnost nákladu | Orbit            | Mise      | Návrat 1.stupně     | Poznámky |
| --------- | ----------------- | --------------- | ------------------ | --------------------------- | ---------------- | ---------------- | --------- | ------------------- | --- |
| 14        | 10. ledna 2015    | v1.1 B1012†     | CCAFS SLC-40       | SpX CRS-5                   | 6517 kg          | LEO              | Úspěšná   | JRTI: Neúspěšný     | Pátý zásobovací let k ISS. Záchrana 1. stupně nosné rakety nebyla úspěšná.                                                                     |
| 15        | 11. února 2015    | v1.1 B1013†     | CCAFS SLC-40       | DSCOVR                      | 570 kg           | Librační centrum | Úspěšná   | Na hladinu: Úspěšný | Vynesení družice do bodu L1 pro monitorování vesmírného klimatu. Úspěšný pokus o návrat 1. stupně na mořskou hladinu.                          |
| 16        | 2. března 2015    | v1.1 B1014†     | CCAFS SLC-40       | ABS 3A, Eutelsat 115 West B | 4159 kg          | GTO              | Úspěšná   | Bez pokusu          | GTO |
| 17        | 14. dubna 2015    | v1.1 B1015†     | CCAFS SLC-40       | SpX CRS-6                   | 6215 kg          | LEO              | Úspěšná   | JRTI: Neúspěšný     | Šestý zásobovací let k ISS. Záchrana 1. stupně nosné rakety nebyla úspěšná.                                                                    |
| 18        | 27. dubna 2015    | v1.1 B1016†     | CCAFS SLC-40       | TurkmenSat 1                | 4707 kg          | GTO              | Úspěšná   | Bez pokusu          | GTO |
| 19        | 28. června 2015   | v1.1 B1018†     | CCAFS SLC-40       | SpX CRS-7                   |                  | LEO              | Neúspěšná | Bez pokusu          | Sedmý zásobovací let k ISS – raketa selhala a explodovala 2 a půl minuty po startu.                                                            |
| 20        | 22. prosince 2015 | v1.2 B1019.1    | CCAFS SLC-40       | Orbcomm OG2 let 2           | 2034 kg          | LEO              | Úspěšná   | LZ-1: Úspěšný       | Komunikační satelity (11ks) firmy Orbcomm. První let nové verze rakety v1.2 „Full Thrust“. Úspěšné přistání prvního stupně zpět na kosmodromu. |

### 2016
Další rok pomalého nárůstu počtu letů, i tentokrát kvůli vynucenému přerušení letů po nehodě, k níž došlo k září, navíc ještě před zahájením samotného letu. Jinak SpaceX vypustila celkem 8 Falconů, z nichž 5 úspěšně přistálo. 
| Let číslo | Datum (UTC)       | Nosič ID stupně | Startovací komplex | Náklad                   | Hmotnost nákladu | Orbit | Mise      | Návrat 1.stupně   | Poznámky |
| --------- | ----------------- | --------------- | ------------------ | ------------------------ | ---------------- | ----- | --------- | ----------------- | --- |
| 21        | 17. ledna 2016    | v1.1 B1017†     | VAFB SLC-4E        | Jason-3                  | 553 kg           | LEO   | Úspěšná   | JRTI: Neúspěšný   | Vědecký satelit zkoumající světové oceány. Poslední let konfigurace v1.1. Přistání prvního stupně na oceánské přistávací plošině selhalo kvůli vadnému zámku přistávací nohy.                                                                                                   |
| 22        | 4. března 2016    | v1.2 1020†      | CCAFS SLC-40       | SES-9                    | 5271 kg          | GTO   | Úspěšná   | OCISLY: Neúspěšný | Raketa úspěšně vynesla satelit, SES-9, na přechodovou dráhu ke geostacionární dráze. |
| 23        | 8. dubna 2016     | v1.2 B1021.1    | CCAFS SLC-40       | SpX CRS-8                | 7340 kg          | LEO   | Úspěšná   | OCISLY: Úspěšný   | Osmý zásobovací let k ISS. V nehermetizovaném prostoru loď Dragon byl vynesen i experimentální obytný modul BEAM společnosti Bigelow Aerospace. První stupeň úspěšně přistál na autonomní oceánské přistávací plošině v Atlantském oceánu.                                      |
| 24        | 6. května 2016    | v1.2 B1022.1    | CCAFS SLC-40       | JCSAT-14                 | 4696 kg          | GTO   | Úspěšná   | OCISLY: Úspěšný   | Telekomunikační satelit pro japonskou SKY Perfect JSAT Corp. mířící na GTO. První úspěšné přistání při misi na oběžnou dráhu tohoto typu. |
| 25        | 27. května 2016   | v1.2 B1023.1    | CCAFS SLC-40       | Thaicom 8                | 3100 kg          | GTO   | Úspěšná   | OCISLY: Úspěšný   | Telekomunikační satelit pro thajského operátora Thaicom PLC. |
| 26        | 15. června 2016   | v1.2 B1024†     | CCAFS SLC-40       | Eutelsat 117W B / ABS 2A | 3600 kg          | GTO   | Úspěšná   | OCISLY: Neúspěšný | Duální satelitní náklad mířící na geostacionární dráhu. |
| 27        | 18. července 2016 | v1.2 B1025.1    | CCAFS SLC-40       | SpX CRS-9                | 6460 kg          | LEO   | Úspěšná   | LZ-1: Úspěšný     | Devátý zásobovací let k ISS. V nehermetizovaném prostoru ponese i nový dokovací adaptér pro modul Harmony. |
| 28        | 14. srpna 2016    | v1.2 B1026      | CCAFS SLC-40       | JCSAT-16                 | 4600 kg          | GTO   | Úspěšná   | OCISLY: Úspěšný   | Telekomunikační satelit pro japonskou SKY Perfect JSAT Corp. mířící na GTO. |
| –         | 1. září 2016      | v1.2 B1028†     | CCAFS SLC-40       | Amos-6                   | 5500 kg          | GTO   | Neúspěšná | Bez pokusu        | Izraelský komunikační satelit. Část přenosové kapacity měla být pronajata společnostem Facebook a Eutelsat. Náklad i nosná raketa byly ztraceny při výbuchu dva dny před plánovaným startem, během plnění paliva předcházejícímu testu motorů. Během nehody nebyl nikdo zraněn. |

### 2017
Šlo o první rok doslova raketového nárůstu počtu letů. Každý z 18 startů přitom skončil úspěšným vynesením nákladu na oběžnou dráhu. Ve 14 případech pak použité první stupně Falconů přistály na přistávací zóně nebo plovoucí plošině. Velký úspěchem pak bylo 30. března 2017 historicky první znovupoužití 1. stupně, následované prvním znovupřistáním, do konce roku pak svůj druhý let absolvovalo celkem 5 boosterů. 
| Let číslo | Datum (UTC)       | Nosič ID stupně  | Startovací komplex | Náklad                | Hmotnost nákladu | Orbit | Mise    | Návrat 1.stupně     | Poznámky |
| --------- | ----------------- | ---------------- | ------------------ | --------------------- | ---------------- | ----- | ------- | ------------------- | --- |
| 29        | 14. ledna 2017    | Block 3 B1029.1  | VAFB SLC-4E        | Iridium NEXT 1-10     | 9600 kg          | LEO   | Úspěšná | JRTI: Úspěšný       | Vypuštění deseti komunikačních družic pro společnost Iridium. |
| 30        | 19. února 2017    | Block 3 B1031.1  | KSC LC-39A         | SpX CRS-10            | 6690 kg          | LEO   | Úspěšná | LZ-1: Úspěšný       | Desátý zásobovací let k ISS. V nehermetizovaném prostoru nese mimo jiné i přístroj SAGE III (stratosférický aerosolový a plynový experiment). |
| 31        | 16. března 2017   | Block 3 B1030†   | KSC LC-39A         | EchoStar 23           | 5600 kg          | GTO   | Úspěšná | Bez pokusu          | Komunikační satelit pro šíření televizního vysílání pro Brazílii. |
| 32        | 30. března 2017   | v1.2 B1021.2     | KSC LC-39A         | SES-10                | 5300 kg          | GTO   | Úspěšná | OCISLY: Úspěšný     | Komunikační satelit mířící na geostacionární dráhu. Společnost SES vyjádřila zájem o využití prvního stupně z mise CRS-8 pro tento let. Znovupoužitý první stupeň družici úspěšně vynesl a poté přistál na plošině v Atlantském oceánu. SpaceX také poprvé provedla záchranu aerodynamického krytu. |
| 33        | 1. května 2017    | Block 3 B1032.1  | KSC LC-39A         | NROL-76               | tajná            | LEO   | Úspěšná | LZ-1: Úspěšný       | První let pro NRO (Národní průzkumný úřad), který má na starosti výrobu a správu průzkumných (špionážních) satelitů USA. |
| 34        | 15. května 2017   | Block 3 B1034†   | KSC LC-39A         | Inmarsat-5 F4         | 6070 kg          | GTO   | Úspěšná | Bez pokusu          | Telekomunikační družice, která bude zajišťovat vysokorychlostní internetové služby. Do té doby nejtěžší náklad, původně měl letět na Falconu Heavy. |
| 35        | 3. června 2017    | Block 3 B1035.1  | KSC LC-39A         | SpX CRS-11            | 6900 kg          | LEO   | Úspěšná | LZ-1: Úspěšný       | Jedenáctý zásobovací let k ISS, první se znovupoužitou lodí Dragon. Konkrétně Dragon C106. |
| 36        | 23. června 2017   | Block 3 B1029.2  | KSC LC-39A         | BulgariaSat-1         | 3669 kg          | GTO   | Úspěšná | OCISLY: Úspěšný     | Komunikační satelit mířící na geostacionární dráhu. K vynesení byl použit stejný první stupeň, který vynesl prvních deset satelitu Iridium NEXT. |
| 37        | 25. června 2017   | Block 3 B1036.1  | VAFB SLC-4E        | Iridium NEXT 11-20    | 9600 kg          | LEO   | Úspěšná | JRTI: Úspěšný       | Vypuštění deseti komunikačních družic pro společnost Iridium. |
| 38        | 5. července 2017  | Block 3 B1037†   | KSC LC-39A         | Intelsat 35e          | 6761 kg          | GTO   | Úspěšná | Bez pokusu          | Komunikační satelit vážící více než 6 tun neumožňuje záchranu prvního stupně. Jedná se o dosud nejtěžší náklad vynášený na GTO. |
| 39        | 14. srpna 2017    | Block 4 B1039.1  | KSC LC-39A         | SpX CRS-12            | 7110 kg          | LEO   | Úspěšná | LZ-1: Úspěšný       | Dvanáctý zásobovací let k ISS. Byl použit nově vyrobený Dragon. |
| 40        | 24. srpna 2017    | Block 3 B1038.1  | VAFB SLC-4E        | Formosat-5            | 475 kg           | SSO   | Úspěšná | JRTI: Úspěšný       | Let z Vandenberg AFB. Nákladem byl tchajwanský snímkovací satelit Formosat-5 mířící na sluneční synchronní dráhu. |
| 41        | 7. září 2017      | Block 4 B1040.1  | KSC LC-39A         | X-37B OTV-5           | 4990 kg          | LEO   | Úspěšná | LZ-1: Úspěšný       | Vynesení raketoplánu Boeing X-37 pro Letectvo Spojených států amerických. |
| 42        | 9. října 2017     | Block 4 B1041.1  | VAFB SLC-4E        | Iridium NEXT 21-30    | 9600 kg          | LEO   | Úspěšná | JRTI: Úspěšný       | Vypuštění deseti komunikačních družic pro společnost Iridium. |
| 43        | 11. října 2017    | Block 3 B1031.2  | KSC LC-39A         | EchoStar 105 / SES-11 | 5200 kg          | GTO   | Úspěšná | OCISLY: Úspěšný     | Družice s označením EchoStar 105 / SES-11 je dvouúčelový satelit vyrobený společností Airbus Defence and Space. |
| 44        | 30. října 2017    | Block 4 B1042.1  | KSC LC-39A         | Koreasat 5A           | 3500 kg          | GTO   | Úspěšná | OCISLY: Úspěšný     | Komunikační geostacionární satelit pro společnost KT Sat, vyrobený italskou Thales Alenia Space. Satelit bude zajišťovat televizní vysílání pro oblasti Koreje, Japonska, Filipín, Indočíny a další. Satelit bude také podporovat námořní komunikaci.                                               |
| 45        | 15. prosince 2017 | Block 3 B1035.2  | CCAFS SLC-40       | SpX CRS-13            | 7510 kg          | LEO   | Úspěšná | LZ-1: Úspěšný       | Třináctý zásobovací let k ISS. Znovupoužití prvního stupně rakety i kosmické lodi Dragon C108. |
| 46        | 23. prosince 2017 | Block 3 B1036.2† | VAFB SLC-4E        | Iridium NEXT 31-40    | 9600 kg          | LEO   | Úspěšná | Na hladinu: Úspěšný | Vypuštění deseti komunikačních družic pro společnost Iridium. Znovupoužití prvního stupně rakety, pokus o záchranu aerodynamického krytu. Úspěšné přistání na hladinu. |

### 2018
Generální ředitelka SpaceX Gwynne Shotwellová před koncem roku 2017 předpověděla na rok 2018 významné navýšení kadence startů na 30 až 40 ročně, nepočítaje lety pro sesterskou společnost Starlink. Méně působivou realitu mírného meziročního zvýšení počtu startů (o 2 na 20 letů Falconu 9) však vylepšila další premiéra – první start rakety Falcon Heavy jejíž první stupeň tvoří 3 spojené první stupně Falconu 9. Ta vynesla na cestu k oběžné dráze Marsu elektromobil Tesla zakladatele SpaceX i Tesly Elona Muska. V roce 2018 také mezi 23 použitými boostery poprvé převládly opakovaně použité (13) nad novými (10).
| Let číslo | Datum (UTC)        | Nosič ID stupně            | Startovací komplex | Náklad                                        | Hmotnost nákladu | Orbit   | Mise    | Návrat 1.stupně        | Poznámky |
| --------- | ------------------ | -------------------------- | ------------------ | --------------------------------------------- | ---------------- | ------- | ------- | ---------------------- | --- |
| 47        | 8. ledna 2018      | Block 4 B1043.1            | CCAFS SLC-40       | Zuma                                          | tajná            | LEO     | Úspěšná | LZ-1: Úspěšný          | Zuma je kódové označení mise bez bližšího upřesnění nákladu. Náklad vyrobila společnost Northrop Grumman, ale zákazníkem je americká vláda. |
| 48        | 31. ledna 2018     | Block 3 B1032.2†           | CCAFS SLC-40       | SES-16 (GovSat-1)                             | 4230 kg          | GTO     | Úspěšná | Na hladinu: Úspěšný    | Družice byla postavena firmou Orbital ATK a bude využívána lucemburským ministerstvem obrany. Úspěšný pokus o přistání na hladině moře s vysokým tahem až tří motorů v sekvenci "1-3-1", která má za následek rapidnější zpomalení, což šetři palivo. Stupeň přistál bez úhony na mořské hladině.                                                  |
| FH 1      | 6. února 2018      | Heavy Block 3 B1033† centr | KSC LC-39A         | Zkušební let, Osobní automobil Tesla Roadster | 1250 kg          | HCO     | Úspěšná | OCISLY: Neúspěšný      | První let Falconu Heavy. Jako náklad byl vynesen automobil Tesla Roadster. Centrální stupeň měl přistát na OCISLY a oba boční stupně přistály na pevnině (plošiny LZ-1 a LZ-2) |
| FH 1      | 6. února 2018      | B1023.2 boční              | KSC LC-39A         | Zkušební let, Osobní automobil Tesla Roadster | 1250 kg          | HCO     | Úspěšná | LZ-1: Úspěšný          | První let Falconu Heavy. Jako náklad byl vynesen automobil Tesla Roadster. Centrální stupeň měl přistát na OCISLY a oba boční stupně přistály na pevnině (plošiny LZ-1 a LZ-2) |
| FH 1      | 6. února 2018      | B1025.2 boční              | KSC LC-39A         | Zkušební let, Osobní automobil Tesla Roadster | 1250 kg          | HCO     | Úspěšná | LZ-2: Úspěšný          | První let Falconu Heavy. Jako náklad byl vynesen automobil Tesla Roadster. Centrální stupeň měl přistát na OCISLY a oba boční stupně přistály na pevnině (plošiny LZ-1 a LZ-2) |
| 49        | 22. února 2018     | Block 3 B1038.2†           | VAFB SLC-4E        | Paz                                           | 1341 kg          | SSO     | Úspěšná | Bez pokusu             | Španělská radarová družice Paz společnosti Hisdesat, která bude sloužit především k obranným účelům. Jako sekundární náklad byly vyneseny dvě testovací družice pro plánovanou satelitní konstelaci Starlink. |
| 50        | 6. března 2018     | Block 4 B1044†             | CCAFS SLC-40       | Hispasat 30W-6                                | 6092 kg          | GTO     | Úspěšná | Na hladinu: Úspěšný    | Satelit Hispasat 30W-6 (dříve známý jako Hispasat 1F), vyrobený společností SSL pro španělského satelitního operátora Hispasat. Jde o 50. start Falconu 9. Největší družice, jakou kdy SpaceX vyneslo, avšak Intelsat 35e měl vyšší hmotnost. Zamýšlený pokus o přistání boosteru na plošinu OCISLY byl kvůli nevhodným podmínkám na moři odvolán. |
| 51        | 30. března 2018    | Block 4 B1041.2†           | VAFB SLC-4E        | Iridium NEXT 41-50                            | 9600 kg          | LEO     | Úspěšná | Bez pokusu             | Vypuštění deseti komunikačních družic pro společnost Iridium. |
| 52        | 2. dubna 2018      | Block 4 B1039.2†           | CCAFS SLC-40       | SpX CRS-14                                    |                  | LEO     | Úspěšná | Bez pokusu             | Čtrnáctý zásobovací let k ISS. Letěla použitá loď Dragon C110. |
| 53        | 18. dubna 2018     | Block 4 B1045.1            | CCAFS SLC-40       | TESS                                          | 365 kg           | HEO     | Úspěšná | OCISLY: Úspěšný        | Stupeň č. 45 je poslední vyrobený kus typu Block 4. |
| 54        | 11. května 2018    | Block 5 B1046.1            | KSC LC-39A         | Bangabandhu-1                                 | 3700 kg          | GTO     | Úspěšná | OCISLY: Úspěšný        | První geostacionární družice Bangladéše. Stupeň č. 46 je prvním vyrobeným kusem typu Block 5. |
| 55        | 22. května 2018    | Block 4 B1043.2†           | VAFB SLC-4E        | Iridium NEXT 51-55 / GRACE-FO                 | 5960 kg          | LEO     | Úspěšná | Bez pokusu             | Vypuštění pěti komunikačních družic pro společnost Iridium. A družic GRACE-FO 1 a 2. |
| 56        | 4. června 2018     | Block 4 B1040.2†           | CCAFS SLC-40       | SES-12                                        | 5300 kg          | GTO     | Úspěšná | Bez pokusu             | |
| 57        | 29. června 2018    | Block 4 B1045.2†           | CCAFS SLC-40       | SpX CRS-15                                    | 6897 kg          | LEO     | Úspěšná | Bez pokusu             | Patnáctý zásobovací let k ISS. Letěla použitá loď Dragon C111. Hmotnost nákladu: 1712 kg v kabině, 985 kg v nehermetizovaném trunku a 4200 kg hmotnost kosmické lodě. |
| 58        | 22. července 2018  | Block 5 B1047.1            | CCAFS SLC-40       | TelStar 19V                                   | 7076 kg          | sub-GTO | Úspěšná | OCISLY: Úspěšný        | Telekomunikační družice Telstar 19V, postavená na platformě SSL-1300 společností Space Systems Loral. Nejtěžší doposud vypuštěná komerční družice. |
| 59        | 25. července 2018  | Block 5 B1048.1            | VAFB SLC-4E        | Iridium NEXT 56-65                            | 9600 kg          | LEO     | Úspěšná | JRTI: Úspěšný          | Vypuštění deseti komunikačních družic pro společnost Iridium. |
| 60        | 7. srpna 2018      | Block 5 B1046.2            | CCAFS SLC-40       | Merah Putih                                   | 5800 kg          | GTO     | Úspěšná | OCISLY: Úspěšný        | Telekomunikační družice postavená na platformě SSL-1300 společností Space Systems Loral. |
| 61        | 10. září 2018      | Block 5 B1049.1            | CCAFS SLC-40       | TelStar 18V                                   | 7060 kg          | GTO     | Úspěšná | OCISLY: Úspěšný        | Telekomunikační družice postavená na platformě SSL-1300 společností Space Systems Loral. |
| 62        | 8. října 2018      | Block 5 B1048.2            | VAFB SLC-4E        | SAOCOM 1A                                     | 1600 kg          | SSO     | Úspěšná | LZ-4: Úspěšný          | Radarová družice argentinské vesmírné agentury CONAE. |
| 63        | 15. listopadu 2018 | Block 5 B1047.2            | KSC LC-39A         | Es'hail 2                                     | 3000 kg          | GTO     | Úspěšná | OCISLY: Úspěšný        | Vynesení katarské telekomunikační družice. |
| 64        | 3. prosince 2018   | Block 5 B1046.3            | VAFB SLC-4E        | SSO-A                                         | 4000 kg          | SSO     | Úspěšná | JRTI: Úspěšný          | Historicky první start již po třetí použitého prvního stupně. Neúspěšný pokus o chycení aerodynamického krytu do sítě lodi Mr. Steven. Oba aerodynamické kryty poté vyloveny. |
| 65        | 5. prosince 2018   | Block 5 B1050†             | CCAFS SLC-40       | SpX CRS-16                                    | 4200+2573 kg     | LEO     | Úspěšná | LZ-1: Částečně úspěšný | Šestnáctý zásobovací let k ISS. Vlivem poruchy hydraulického čerpadla roštových kormidel přistál první stupeň v blízkosti pobřeží na vodní hladinu. |
| 66        | 23. prosince 2018  | Block 5 B1054†             | CCAFS SLC-40       | GPSIII-SV01                                   | 4400 kg          | MEO     | Úspěšná | Bez pokusu             | USAF si přála využít plný výkon Blocku 5 bez návratových prvků. |

### 2019
Generální ředitelka Shotwellová byla v odhadech počtu startů střízivější než při stamnovování cílů na rok 2018, ale i tentokrát přestřelila, dokonce ještě v květnu 2019, s odhadem 18 až 21 startů, nepočítaje mise Starlink. Ve skutečnosti odstartovalo 11 misí Falconu 9 (včetně 2 se Starlinky) a 2 mise Falconu Heavy. Přitom pro oba centrální stupně Falconu Heavy byly jejich první mise neplánovaně také posledními – první z nich se po úspěšném přistání převrátil z plovoucí přistávací plošiny, druhý selhal už během pokusu o přistání. 
| Let číslo | Datum (UTC)        | Nosič ID stupně            | Startovací komplex | Náklad                                                 | Hmotnost nákladu    | Orbit | Mise    | Návrat 1.stupně            | Poznámky |
| --------- | ------------------ | -------------------------- | ------------------ | ------------------------------------------------------ | ------------------- | ----- | ------- | -------------------------- | --- |
| 67        | 11. ledna 2019     | Block 5 B1049.2            | VAFB SLC-4E        | Iridium NEXT 66-75                                     | 9600 kg             | LEO   | Úspěšná | JRTI: Úspěšný              | Vypuštění komunikačních družic pro společnost Iridium. |
| 68        | 22. února 2019     | Block 5 B1048.3            | CCAFS SLC-40       | Nusantara Satu                                         | 5395 kg             | GTO   | Úspěšná | OCISLY: Úspěšný            | Sekundární náklad tvoří izraelský lander Beresheet a mikrosatelit S5. |
| 69        | 2. března 2019     | Block 5 B1051.1            | KSC LC-39A         | Crew Dragon Demo 1                                     | 12055 kg            | LEO   | Úspěšná | OCISLY: Úspěšný            | Testovací bezpilotní let Crew Dragonu, kabiny C201, k ISS. |
| FH 2      | 11. dubna 2019     | Heavy Block 5 B1055† centr | KSC LC-39A         | ArabSat 6A                                             | 6000 kg             | GTO   | Úspěšná | OCISLY: Částečně neúspěšný | První komerční zakázka pro Falcon Heavy. Komunikační satelit Saúdské Arábie mířící na geostacionární dráhu. Centrální stupeň sice úspěšně přistál na plovoucí plošinu, ale později se na ní převrátil a byl zničen. |
| FH 2      | 11. dubna 2019     | Block 5 B1052.1 boční      | KSC LC-39A         | ArabSat 6A                                             | 6000 kg             | GTO   | Úspěšná | LZ-1: Úspěšný              | První komerční zakázka pro Falcon Heavy. Komunikační satelit Saúdské Arábie mířící na geostacionární dráhu. Centrální stupeň sice úspěšně přistál na plovoucí plošinu, ale později se na ní převrátil a byl zničen. |
| FH 2      | 11. dubna 2019     | Block 5 B1053.1 boční      | KSC LC-39A         | ArabSat 6A                                             | 6000 kg             | GTO   | Úspěšná | LZ-2: Úspěšný              | První komerční zakázka pro Falcon Heavy. Komunikační satelit Saúdské Arábie mířící na geostacionární dráhu. Centrální stupeň sice úspěšně přistál na plovoucí plošinu, ale později se na ní převrátil a byl zničen. |
| 70        | 4. května 2019     | Block 5 B1056.1            | CCAFS SLC-40       | SpX CRS-17                                             | 2482 kg             | LEO   | Úspěšná | OCISLY: Úspěšný            | Sedmnáctý zásobovací let k ISS. |
| 71        | 24. května 2019    | Block 5 B1049.3            | CCAFS SLC-40       | Starlink v0.9                                          | 13600 kg            | LEO   | Úspěšná | OCISLY: Úspěšný            | Interní mise SpaceX se šedesáti satelity konstelace Starlink. |
| 72        | 12. června 2019    | Block 5 B1051.2            | VAFB SLC-4E        | Radarsat Constellation                                 | 4290 kg + vypouštěč | SSO   | Úspěšná | LZ-4: Úspěšný              | Trojice satelitů Kanadské kosmické agentury. |
| FH 3      | 25. června 2019    | Heavy Block 5 B1057† centr | KSC LC-39A         | STP-2 - DSX, FormoSat-7, LightSail 2, GPIM, DSAC, ISAT |                     | LEO   | Úspěšná | OCISLY: Neúspěšný          | V rámci programu STP amerického vojenského letectva bylo vyneseno 24 satelitů. |
| FH 3      | 25. června 2019    | Block 5 B1052.2 boční      | KSC LC-39A         | STP-2 - DSX, FormoSat-7, LightSail 2, GPIM, DSAC, ISAT | LZ-1/LZ-2: Úspěšný  | LEO   | Úspěšná |                            | V rámci programu STP amerického vojenského letectva bylo vyneseno 24 satelitů. |
| FH 3      | 25. června 2019    | Block 5 B1053.2 boční      | KSC LC-39A         | STP-2 - DSX, FormoSat-7, LightSail 2, GPIM, DSAC, ISAT | LZ-1/LZ-2: Úspěšný  | LEO   | Úspěšná |                            | V rámci programu STP amerického vojenského letectva bylo vyneseno 24 satelitů. |
| 73        | 25. července 2019  | Block 5 B1056.2            | KSC LC-39A         | SpX CRS-18                                             |                     | LEO   | Úspěšná | LZ-1: Úspěšný              | Osmnáctý zásobovací let k ISS |
| 74        | 6. srpna 2019      | Block 5 B1047.3†           | CCAFS SLC-40       | Amos-17                                                | 6500 kg             | GTO   | Úspěšná | Bez pokusu                 | Tuto misi SpaceX nabídlo izraelské společnosti Spacecom zdarma za zničený Amos-6 |
| 75        | 11. listopadu 2019 | Block 5 B1048.4            | CCAFS SLC-40       | Starlink V1 L1                                         | 15600 kg            | LEO   | Úspěšná | OCISLY: Úspěšný            | Interní mise SpaceX se šedesáti satelity konstelace Starlink. První let již třikrát použitého stupně. První znovupoužití aerodynamického krytu.                                                                     |
| 76        | 5. prosince 2019   | Block 5 B1059.1            | CCAFS SLC-40       | SpX CRS-19                                             |                     | LEO   | Úspěšná | OCISLY: Úspěšný            | Devatenáctý zásobovací let k ISS |
| 77        | 17. prosince 2019  | Block 5 B1056.3            | CCAFS SLC-40       | JCSAT-18 / Kacific-1                                   | 6800 kg             | GTO   | Úspěšná | OCISLY: Úspěšný            | Komunikační satelit spoluvlastněn společnostmi SKY Perfect JSAT Group a Kacific Broadband Satellites |

### 2020
Rok 2020 byl rokem návratu na růstovou trajektorii, i když SpaceX i tentokrát ne zcela naplnila očekávání své ředitelky Shotwellové vyslovené v září 2019 – že společnost vyšle 24 misí se Starlinky a s misemi pro ostatní zákazníky dosáhne mnohem více letů, než 18 plánovaných na předchozí rok. Vývoj během roku a schopnost zákazníků připravit své satelity na vypuštění nakonec dovedly společnost k celkem k 26 startům, z toho 14 se Starlinky. To bylo méně než SpaceX očekávala, ale také dvojnásobek startů provedených o rok dříve. Ve dvou případech přistání 1. stupně společnost zaznamenala neúspěch.
| Let číslo | Datum (UTC)        | Nosič ID stupně  | Startovací komplex | Náklad                     | Hmotnost nákladu   | Orbit | Mise    | Návrat 1.stupně   | Poznámky |
| --------- | ------------------ | ---------------- | ------------------ | -------------------------- | ------------------ | ----- | ------- | ----------------- | --- |
| 78        | 7. ledna 2020      | Block 5 B1049.4  | CCAFS SLC-40       | Starlink V1 L2             | 15600 kg           | LEO   | Úspěšná | OCISLY: Úspěšný   | Interní mise SpaceX se šedesáti satelity konstelace Starlink. |
| 79        | 19. ledna 2020     | Block 5 B1046.4† | KSC LC-39A         | Test úniku Dragonu za letu | 0 kg               |       | Úspěšná | Bez pokusu        | Suborbitální testovací let s plánovaným odpojením kabiny Dragon po simulovaném selhání 1. stupně, který byl při testu zničen. |
| 80        | 29. ledna 2020     | Block 5 B1051.3  | CCAFS SLC-40       | Starlink V1 L3             | 15600 kg           | LEO   | Úspěšná | OCISLY: Úspěšný   | Interní mise SpaceX se šedesáti satelity konstelace Starlink. |
| 81        | 17. února 2020     | Block 5 B1056.4† | CCAFS SLC-40       | Starlink V1 L4             | 15600 kg           | LEO   | Úspěšná | OCISLY: Neúspěšný | Interní mise SpaceX se šedesáti satelity konstelace Starlink. První stupeň se netrefil na plošinu kvůli nesprávným údajům o větru a zanikl. |
| 82        | 7. března 2020     | Block 5 B1059.2  | CCAFS SLC-40       | SpX CRS-20                 | 1977 kg            | LEO   | Úspěšná | LZ-1: Úspěšný     | Dvacátý zásobovací let k ISS. Poslední let lodi Dragon 1, další zásobovací lety má obsloužit Cargo Dragon 2. |
| 83        | 18. března 2020    | Block 5 B1048.5† | KSC LC-39A         | Starlink V1 L5             | 15600 kg           | LEO   | Úspěšná | OCISLY: Neúspěšný | První stupeň se poprvé vydal na pátý let, navíc se znovupoužitým aerodynamickým krytem. Po 141 sekundách letu selhal jeden z motorů na 1. stupni, ale po vykompenzování výpadku byla mise úspěšná, na rozdíl od návratu 1. stupně na Zemi. |
| 84        | 22. dubna 2020     | Block 5 B1051.4  | KSC LC-39A         | Starlink V1 L6             | 15600 kg           | LEO   | Úspěšná | OCISLY: Úspěšný   | Interní mise SpaceX se šedesáti satelity konstelace Starlink. |
| 85        | 30. května 2020    | Block 5 B1058.1  | KSC LC-39A         | Crew Dragon Demo 2         | 12055 kg           | LEO   | Úspěšná | OCISLY: Úspěšný   | Testovací pilotovaný let Crew Dragonu k ISS. První pilotovaný let soukromé vesmírné lodi v historii, první pilotovaný let z území USA po devíti letech. |
| 86        | 4. června 2020     | Block 5 B1049.5  | CCAFS SLC-40       | Starlink V1 L7             | 15600 kg           | LEO   | Úspěšná | JRTI: Úspěšný     | Interní mise SpaceX se šedesáti satelity konstelace Starlink. Poprvé došlo k záchraně prvního stupně, který už letěl pětkrát. |
| 87        | 13. června 2020    | Block 5 B1059.3  | CCAFS SLC-40       | Starlink V1 L8             | 15410 kg           | LEO   | Úspěšná | OCISLY: Úspěšný   | Interní mise SpaceX s 58 satelity konstelace Starlink. Sekundárním nákladem byly tři snímkovací satelity SkySat společnosti Planet Labs. Znovupoužit byl, kromě prvního stupně, i aerodynamický kryt, jehož jedna polovina letěla na misi JCSAT-18/Kacifik-1 a jedna na misi Starlink V1 L2. Byl to taky vůbec první start SpaceX, před kterým neproběhl statický zážeh. |
| 88        | 30. června 2020    | Block 5 B1060.1  | CCAFS SLC-40       | GPSIII-SV03                | 4400 kg            | MEO   | Úspěšná | JRTI: Úspěšný     | Mise se satelitem systému GPS. |
| 89        | 20. července 2020  | Block 5 B1058.2  | CCAFS SLC-40       | Anasis-II                  | cca 5000 - 6000 kg | GTO   | Úspěšná | JRTI: Úspěšný     | Jihokorejský vojenský komunikační satelit. Poprvé byly zachyceny do sítí obě poloviny aerodynamického krytu. |
| 90        | 7. srpna 2020      | Block 5 B1051.5  | KSC LC-39A         | Starlink V1 L9             | 14932 kg           | LEO   | Úspěšná | OCISLY: Úspěšný   | Interní mise SpaceX s 57 satelity konstelace Starlink. Sekundární náklad dvě snímkovací družice BlackSky Global. |
| 91        | 18. srpna 2020     | Block 5 B1049.6  | CCAFS SLC-40       | Starlink V1 L10            | 15410 kg           | LEO   | Úspěšná | OCISLY: Úspěšný   | Interní mise SpaceX s 58 satelity konstelace Starlink. Sekundární náklad tři snímkovací družice SkySat společnosti Planet Labs. Poprvé letěl a i přistál šestkrát použitý první stupeň. Znovupoužity byly obě poloviny aerodynamického krytu, které letěly na misi Starlink V1 L3.                                                                                       |
| 92        | 31. srpna 2020     | Block 5 B1059.4  | CCAFS SLC-40       | SAOCOM 1B                  | 3080 kg            | SSO   | Úspěšná | LZ-1: Úspěšný     | Radarová snímkovací družice SAOCOM 1B. Sekundární náklad družice GNOMES 1 a Tyvak-0172. |
| 93        | 3. září 2020       | Block 5 B1060.2  | KSC LC-39A         | Starlink V1 L11            | 15600 kg           | LEO   | Úspěšná | OCISLY: Úspěšný   | Interní mise SpaceX se šedesáti satelity konstelace Starlink. |
| 94        | 6. října 2020      | Block 5 B1058.3  | KSC LC-39A         | Starlink V1 L12            | 15600 kg           | LEO   | Úspěšná | OCISLY: Úspěšný   | Interní mise SpaceX se šedesáti satelity konstelace Starlink. |
| 95        | 18. října 2020     | Block 5 B1051.6  | KSC LC-39A         | Starlink V1 L13            | 15600 kg           | LEO   | Úspěšná | OCISLY: Úspěšný   | Interní mise SpaceX se šedesáti satelity konstelace Starlink. |
| 96        | 24. října 2020     | Block 5 B1060.3  | CCAFS SLC-40       | Starlink V1 L14            | 15600 kg           | LEO   | Úspěšná | JRTI: Úspěšný     | Interní mise SpaceX šedesáti se satelity konstelace Starlink. 100. úspěšný start SpaceX |
| 97        | 5. listopadu 2020  | Block 5 B1062.1  | CCAFS SLC-40       | GPSIII-SV04                | 4400 kg            | MEO   | Úspěšná | OCISLY: Úspěšný   | Mise se satelitem systému GPS. |
| 98        | 16. listopadu 2020 | Block 5 B1061.1  | KSC LC-39A         | Crew-1                     | cca 12000 kg       | LEO   | Úspěšná | JRTI: Úspěšný     | První operační let Crew Dragonu. |
| 99        | 21. listopadu 2020 | Block 5 B1063.1  | VAFB SLC-4E        | Sentinel-6A                | 1152 kg            | LEO   | Úspěšná | LZ-4: Úspěšný     | Vědecká družice měřící výšku vodní hladiny. Společný projekt NASA, NOAA, ESA a EUMETSAT. |
| 100       | 25. listopadu 2020 | Block 5 B1049.7  | CCAFS SLC-40       | Starlink V1 L15            | 15600 kg           | LEO   | Úspěšná | OCISLY: Úspěšný   | Interní mise SpaceX se šedesáti satelity konstelace Starlink. |
| 101       | 6. prosince 2020   | Block 5 B1058.4  | KSC LC-39A         | SpX CRS-21                 | 2972 kg            | LEO   | Úspěšná | OCISLY: Úspěšný   | Dvacátý první zásobovací let k ISS. První let nákladní verze Dragonu 2. |
| 102       | 13. prosince 2020  | Block 5 B1051.7  | CCAFS SLC-40       | SXM-7                      | cca 7000 kg        | GTO   | Úspěšná | JRTI: Úspěšný     | Telekomunikační družice společnosti Sirius XM. |
| 103       | 19. prosince 2020  | Block 5 B1059.5  | KSC LC-39A         | NROL-108                   |                    |       | Úspěšná | LZ-1: Úspěšný     | Tajná družice NRO (Národní průzkumný úřad). |

### 2021
Další meziroční zvýšení počtu startů o několik jednotek, konkrétně na 31 misí, z toho 18 se Starlinky, přinesl rok 2021. Elon Musk v říjnu 2020 naznačil, že by rád zvýšil počet letů na 48. Všechny starty roku 2021 byly úspěšné, stejně jako 30 z 31 pokusů o přistání 1. stupně.
| Let číslo | Datum (UTC)        | Nosič ID stupně  | Startovací komplex | Náklad                       | Hmotnost nákladu | Orbit   | Mise    | Návrat 1.stupně   | Poznámky |
| --------- | ------------------ | ---------------- | ------------------ | ---------------------------- | ---------------- | ------- | ------- | ----------------- | --- |
| 104       | 8. ledna 2021      | Block 5 B1060.4  | CCSFS SLC-40       | Türksat 5A                   | 3500 kg          | GTO     | Úspěšná | JRTI: Úspěšný     | Turecká telekomunikační družice. |
| 105       | 20. ledna 2021     | Block 5 B1051.8  | KSC LC-39A         | Starlink V1 L16              | 15600 kg         | LEO     | Úspěšná | JRTI: Úspěšný     | Interní mise SpaceX se šedesáti satelity konstelace Starlink.                                                                                           |
| 106       | 24. ledna 2021     | Block 5 B1058.5  | CCSFS SLC-40       | Transporter-1 (SSP-1)        | 5000 kg          | SSO     | Úspěšná | OCISLY: Úspěšný   | Mise z programu Smallsat Rideshare, v rámci kterého SpaceX zajistí vynesení více malých satelitů.                                                       |
| 107       | 4. února 2021      | Block 5 B1060.5  | CCSFS SLC-40       | Starlink V1 L18              | 15600 kg         | LEO     | Úspěšná | OCISLY: Úspěšný   | Interní mise SpaceX se šedesáti satelity konstelace Starlink.                                                                                           |
| 108       | 16. února 2021     | Block 5 B1059.6† | CCSFS SLC-40       | Starlink V1 L19              | 15600 kg         | LEO     | Úspěšná | OCISLY: Neúspěšný | Interní mise SpaceX se 60 satelity Starlink. Výpadek jednoho z motorů byl při startu vykompenzován, ale vedl k selhání při pokusu o přistání 1. stupně. |
| 109       | 4. března 2021     | Block 5 B1049.8  | KSC LC-39A         | Starlink V1 L17              | 15600 kg         | LEO     | Úspěšná | OCISLY: Úspěšný   | Interní mise SpaceX se šedesáti satelity konstelace Starlink.                                                                                           |
| 110       | 11. března 2021    | Block 5 B1058.6  | CCSFS SLC-40       | Starlink V1 L20              | 15600 kg         | LEO     | Úspěšná | JRTI: Úspěšný     | Interní mise SpaceX se šedesáti satelity konstelace Starlink.                                                                                           |
| 111       | 14. března 2021    | Block 5 B1051.9  | KSC LC-39A         | Starlink V1 L21              | 15600 kg         | LEO     | Úspěšná | OCISLY: Úspěšný   | Interní mise SpaceX se šedesáti satelity konstelace Starlink.                                                                                           |
| 112       | 24. března 2021    | Block 5 B1060.6  | CCSFS SLC-40       | Starlink V1 L22              | 15600 kg         | LEO     | Úspěšná | OCISLY: Úspěšný   | Interní mise SpaceX se šedesáti satelity konstelace Starlink.                                                                                           |
| 113       | 7. dubna 2021      | Block 5 B1058.7  | CCSFS SLC-40       | Starlink V1 L23              | 15600 kg         | LEO     | Úspěšná | OCISLY: Úspěšný   | Interní mise SpaceX se šedesáti satelity konstelace Starlink.                                                                                           |
| 114       | 23. dubna 2021     | Block 5 B1061.2  | KSC LC-39A         | Crew-2                       | 12055 kg         | LEO     | Úspěšná | OCISLY: Úspěšný   | Operační let Crew Dragonu. |
| 115       | 29. dubna 2021     | Block 5 B1060.7  | CCSFS SLC-40       | Starlink V1 L24              | 15600 kg         | LEO     | Úspěšná | JRTI: Úspěšný     | Interní mise SpaceX se šedesáti satelity konstelace Starlink.                                                                                           |
| 116       | 4. května 2021     | Block 5 B1049.9  | KSC LC-39A         | Starlink V1 L25              | 15600 kg         | LEO     | Úspěšná | OCISLY: Úspěšný   | Interní mise SpaceX se šedesáti satelity konstelace Starlink.                                                                                           |
| 117       | 9. května 2021     | Block 5 B1051.10 | CCSFS SLC-40       | Starlink V1 L27              | 15600 kg         | LEO     | Úspěšná | JRTI: Úspěšný     | Interní mise SpaceX se šedesáti satelity konstelace Starlink.                                                                                           |
| 118       | 15. května 2021    | Block 5 B1058.8  | KSC LC-39A         | Starlink V1 L26              | ~ 14000 kg       | LEO     | Úspěšná | OCISLY: Úspěšný   | Interní mise SpaceX s 52 satelity Starlink. Plus satelity Capella-6 a Tyvak-0130.                                                                       |
| 119       | 26. května 2021    | Block 5 B1063.2  | CCSFS SLC-40       | Starlink V1 L28              | 15600 kg         | LEO     | Úspěšná | JRTI: Úspěšný     | Interní mise SpaceX se šedesáti satelity konstelace Starlink.                                                                                           |
| 120       | 3. června 2021     | Block 5 B1067.1  | KSC LC-39A         | SpX CRS-22                   | 3328 kg          | LEO     | Úspěšná | OCISLY: Úspěšný   | Dvacátý druhý zásobovací let k ISS. Druhý let nakládní verze Dragonu 2.                                                                                 |
| 121       | 6. června 2021     | Block 5 B1061.3  | CCSFS SLC-40       | SXM-8                        | 7000 kg          | GTO     | Úspěšná | JRTI: Úspěšný     | Telekomunikační satelit pro rádio Sirius XM. |
| 122       | 17. června 2021    | Block 5 B1062.2  | CCSFS SLC-40       | GPSIII-SV05 (Neil Armstrong) | 4331 kg          | MEO     | Úspěšná | JRTI: Úspěšný     | Mise se satelitem systému GPS. |
| 123       | 30. června 2021    | Block 5 B1060.8  | CCSFS SLC-40       | Transporter-2 (SSP-2)        | ~ 11000 kg       | SSO     | Úspěšná | LZ-1: Úspěšný     | Mise z programu Smallsat Rideshare, v rámci kterého bude zajištěno vynesení více malých družic.                                                         |
| 124       | 29. srpna 2021     | Block 5 B1061.4  | KSC LC-39A         | SpX CRS-23                   | ~ 2200 kg        | LEO     | Úspěšná | ASOG: Úspěšný     | Dvacátý třetí zásobovací let k ISS. Třetí let nákladní verze Dragonu 2.                                                                                 |
| 125       | 14. září 2021      | Block 5 B1049.10 | VSFB SLC-4E        | Starlink 2-1                 | ~ 13260 kg       | LEO     | Úspěšná | OCISLY: Úspěšný   | Interní mise SpaceX se šedesáti satelity konstelace Starlink.                                                                                           |
| 126       | 16. září 2021      | Block 5 B1062.3  | KSC LC-39A         | Inspiration4                 | ~ 12519 kg       | LEO     | Úspěšná | JRTI: Úspěšný     | První čistě soukromá pilotovaná mise. CrewDragon Ressilience C207.2.                                                                                    |
| 127       | 11. listopadu 2021 | Block 5 B1067.2  | KSC LC-39A         | Crew-3                       | 12055 kg         | LEO     | Úspěšná | ASOG: Úspěšný     | Třetí operační let Crew Dragonu. |
| 128       | 13. listopadu 2021 | Block 5 B1058.9  | CCSFS SLC-40       | Starlink 4-1                 | ~ 13 800 kg      | LEO     | Úspěšná | JRTI: Úspěšný     | Let s 53 družicemi satelitní sítě Starlink. |
| 129       | 24. listopadu 2021 | Block 5 B1063.3  | VSFB SLC-4E        | DART                         | 624 kg           | úniková | Úspěšná | OCISLY: Úspěšný   | Sonda k asteroidu. |
| 130       | 2. prosince 2021   | Block 5 B1060.9  | CCSFS SLC-40       | Starlink 4-3                 | ~ 14 500 kg      | LEO     | Úspěšná | ASOG: Úspěšný     | Let se 48 družicemi satelitní sítě Starlink. |
| 131       | 9. prosince 2021   | Block 5 B1061.5  | KSC LC-39A         | IXPE                         | 325 kg           | LEO     | Úspěšná | JRTI: Úspěšný     | Satelit NASA. |
| 132       | 18. prosince 2021  | Block 5 B1051.11 | VSFB SLC-4E        | Starlink 4-4                 | 15 600 kg        | LEO     | Úspěšná | OCISLY: Úspěšný   | Let s 52 družicemi satelitní sítě Starlink. |
| 133       | 19. prosince 2021  | Block 5 B1067.3  | CCSFS SLC-40       | Türksat 5B                   | 4 500 kg         | GTO     | Úspěšná | ASOG: Úspěšný     | Turecká telekomunikační družice. |
| 134       | 21. prosince 2021  | Block 5 B1069.1  | KSC LC-39A         | SpX CRS-24                   | 2 989 kg         | LEO     | Úspěšná | JRTI: Úspěšný     | Dvacátý čtvrtý zásobovací let k ISS. Čtvrtý let nákladní verze Dragonu 2. 100. přistání 1. stupně rakety Falcon 9.                                      |

### 2022
Pro SpaceX skvělý rok přinesl nejen zdvojnásobení počtu startů oproti předchozím 12 měsícům (60 Falconů 9 a 1 Falcon Heavy), ale také stoprocentní úspěšnost jak při startech misí, tak při přistáních prvních stupňů (kromě tří, u nichž se vzhledem k profilu mise od počátku počítalo s jejich zánikem a které se o přistání vůbec nepokoušely). Výsledkem byly nejen naplněné, ale dokonce významně překročené původní odhady o počtu startů, které v lednu 2022 vyslovil Elon Musk. Rekordní počet startů z roku 2021 byl vyrovnán už 17. července 2022. Falcony vynesly na oběžnou dráhu Země celkem přes 633 tun nákladu, nepočítaje mise, u nichž hmotnost nákladu nebyla zveřejněna a satelitům sítě Starlink bylo věnováno celých 34 misí.
| Let číslo | Datum (UTC)        | Nosič ID stupně            | Startovací komplex | Náklad                                                                                      | Hmotnost nákladu          | Orbit                      | Mise    | Návrat 1.stupně | Poznámky |
| --------- | ------------------ | -------------------------- | ------------------ | ------------------------------------------------------------------------------------------- | ------------------------- | -------------------------- | ------- | --------------- | --- |
| 135       | 6. ledna 2022      | Block 5 B1062.4            | KSC LC-39A         | Starlink 4-5                                                                                | 14 500 kg                 | LEO                        | Úspěšná | ASOG: Úspěšný   | Let se 49 družicemi satelitní sítě Starlink. |
| 136       | 13. ledna 2022     | Block 5 B1058.10           | CCSFS SLC-40       | Transporter-3 (SSP-3)                                                                       |                           | SSO                        | Úspěšná | LZ-1: Úspěšný   | Mise z programu Smallsat Rideshare se 105 malými družicemi včetně českého nanosatelitu VZLUSat-2. |
| 137       | 19. ledna 2022     | Block 5 B1060.10           | CCSFS SLC-40       | Starlink 4-6                                                                                | 14 500 kg                 | LEO                        | Úspěšná | ASOG: Úspěšný   | Let se 49 družicemi satelitní sítě Starlink. |
| 138       | 31. ledna 2022     | Block 5 B1052.3            | CCSFS SLC-40       | CSG-2                                                                                       | 2 205 kg                  | SSO                        | Úspěšná | LZ-1: Úspěšný   | COSMO-SkyMed 2. generace |
| 139       | 2. února 2022      | Block 5 B1071.1            | VSFB SLC-4E        | NROL-87                                                                                     | tajné                     | SSO                        | Úspěšná | LZ-4: Úspěšný   | Tajná vojenská družice |
| 140       | 3. února 2022      | Block 5 B1061.6            | KSC LC-39A         | Starlink 4-7                                                                                | 14 500 kg                 | LEO                        | Úspěšná | ASOG: Úspěšný   | Let se 49 družicemi satelitní sítě Starlink. Krátce po startu zaniklo 38 družic v důsledku silné sluneční aktivity. |
| 141       | 21. února 2022     | Block 5 B1058.11           | CCSFS SLC-40       | Starlink 4-8                                                                                | 13 600 kg                 | LEO                        | Úspěšná | ASOG: Úspěšný   | Let se 46 družicemi satelitní sítě Starlink. |
| 142       | 25. února 2022     | Block 5 B1063.4            | VSFB SLC-4E        | Starlink 4-11                                                                               | 14 750 kg                 | LEO                        | Úspěšná | OCISLY: Úspěšný | Let s 50 družicemi satelitní sítě Starlink. |
| 143       | 3. března 2022     | Block 5 B1060.11           | KSC LC-39A         | Starlink 4-9                                                                                | 13 900 kg                 | LEO                        | Úspěšná | JRTI: Úspěšný   | Let se 49 družicemi satelitní sítě Starlink. Došlo k záchraně obou polovin krytu. |
| 144       | 9. března 2022     | Block 5 B1052.4            | CCSFS SLC-40       | Starlink 4-10                                                                               | 14 160 kg                 | LEO                        | Úspěšná | ASOG: Úspěšný   | Let se 48 družicemi satelitní sítě Starlink. |
| 145       | 19. března 2022    | Block 5 B1051.12           | CCSFS SLC-40       | Starlink 4-12                                                                               | 16 250 kg                 | LEO                        | Úspěšná | JRTI: Úspěšný   | Let s 50 družicemi satelitní sítě Starlink. |
| 146       | 1. dubna 2022      | Block 5 B1061.7            | CCSFS SLC-40       | Transporter-4 (SSP-4)                                                                       | neznámá                   | SSO                        | Úspěšná | JRTI: Úspěšný   | Mise z programu Smallsat Rideshare se 40 malými družicemi včetně českého nanosatelitu. |
| 147       | 8. dubna 2022      | Block 5 B1062.5            | KSC LC-39A         | Axiom Mission 1                                                                             | 12 519 kg                 | LEO                        | Úspěšná | ASOG: Úspěšný   | Komerční pilotovaná mise Crew Dragonu k Mezinárodní kosmické stanici. |
| 148       | 17. dubna 2022     | Block 5 B1071.2            | VSFB SLC-4E        | NROL-85 (Intruder 13A (NOSS-3 9A) a Intruder 13B (NOSS-3 9B))                               | tajné                     | LEO                        | Úspěšná | LZ-4: Úspěšný   | Tajná vojenská družice |
| 149       | 21. dubna 2022     | Block 5 B1060.12           | CCSFS SLC-40       | Starlink 4-14                                                                               | 16 250 kg                 | LEO                        | Úspěšná | JRTI: Úspěšný   | Let s 53 družicemi satelitní sítě Starlink. |
| 150       | 27. dubna 2022     | Block 5 B1067.4            | KSC LC-39A         | Crew-4                                                                                      | 12 519 kg                 | LEO                        | Úspěšná | ASOG: Úspěšný   | Operační let Crew Dragonu. |
| 151       | 29. dubna 2022     | Block 5 B1062.6            | CCSFS SLC-40       | Starlink 4-16                                                                               | 16 250 kg                 | LEO                        | Úspěšná | JRTI: Úspěšný   | Let s 53 družicemi satelitní sítě Starlink. Doposud nejrychlejší znovupoužití prvého stupně - nový let během 21 dní. Doposud nejrychlejěí znovupoužití vypouštěcí rampy SpaceX - 8 dní. |
| 152       | 6. května 2022     | Block 5 B1058.12           | CCSFS SLC-40       | Starlink 4-17                                                                               | 16 250 kg                 | LEO                        | Úspěšná | ASOG: Úspěšný   | Let s 53 družicemi satelitní sítě Starlink. |
| 153       | 13. května 2022    | Block 5 B1063.5            | VSFB SLC-4E        | Starlink 4-13                                                                               | 16 250 kg                 | LEO                        | Úspěšná | OCISLY: Úspěšný | Let s 53 družicemi satelitní sítě Starlink. |
| 154       | 14. května 2022    | Block 5 B1073.1            | CCSFS SLC-40       | Starlink 4-15                                                                               | 16 250 kg                 | LEO                        | Úspěšná | JRTI: Úspěšný   | Let s 53 družicemi satelitní sítě Starlink. První vypuštění skupiny družic Starlink zcela novým prvním stupněm Falcon 9. |
| 155       | 18. května 2022    | Block 5 B1052.5            | CCSFS SLC-40       | Starlink 4-18                                                                               | 16 250 kg                 | LEO                        | Úspěšná | ASOG: Úspěšný   | Let s 53 družicemi satelitní sítě Starlink. |
| 156       | 25. května 2022    | Block 5 B1061.8            | CCSFS SLC-40       | Transporter 5                                                                               | neznámá                   | SSO                        | Úspěšná | LZ-1: Úspěšný   | Let s 59 družicemi vč. českého nanosatelitu Planetum-1. |
| 157       | 8. června 2022     | Block 5 B1062.7            | CCSFS SLC-40       | Nilesat 301                                                                                 | 4 100 kg                  | GTO                        | Úspěšná | JRTI: Úspěšný   | Egyptská družice, kterou vyrobila společnost Thales Alenia Space, bude umístěna na 7,0° západně. SpaceX při této misi úspěšně provedla nejvzdálenější přistání nosné rakety Falcon 9, když přistála na plošině ve vzdálenosti 687 km od místa startu. |
| 158       | 17. června 2022    | Block 5 B1060.13           | CCSFS SLC-40       | Starlink 4-19                                                                               | 16 250 kg                 | LEO                        | Úspěšná | ASOG: Úspěšný   | Let s 53 družicemi satelitní sítě Starlink. 100. let znovupoužitého stupně Flacon 9. |
| 159       | 18. června 2022    | Block 5 B1071.3            | VSFB SLC-4E        | Sarah 1                                                                                     | 4 000 kg                  | SSO                        | Úspěšná | LZ-4: Úspěšný   | Německá zpravodajská družice. |
| 160       | 19. června 2022    | Block 5 B1061.9            | CCSFS SLC-40       | Globalstar-2 M087 (FM15)                                                                    | 700 kg + 4 tajné satelity | LEO                        | Úspěšná | JRTI: Úspěšný   | Vypuštění náhradního satelitu sítě Globalstar, který čekal na start od roku 2013. Pozdní oznámení mise, nízká hmotnost oznámeného nákladu a návrat nikoli na místo startu vyvolaly spekulace o existenci dalšího, utajovaného užitečného zatížení. Ty se potvrdily poté, co byly po startu katalogizovány čtyři americké satelity. |
| 161       | 29. června 2022    | Block 5 B1073.2            | CCSFS SLC-40       | SES-22                                                                                      | 3 500 kg                  | GTO                        | Úspěšná | ASOG: Úspěšný   | Geostacionární družice kterou vyrobila společnost Thales Alenia Space. |
| 162       | 7. července 2022   | Block 5 B1058.13           | CCSFS SLC-40       | Starlink 4-21                                                                               | 16 250 kg                 | LEO                        | Úspěšná | JRTI: Úspěšný   | Let s 53 družicemi satelitní sítě Starlink. |
| 163       | 11. července 2022  | Block 5 B1063.6            | VSFB SLC-4E        | Starlink 3-1                                                                                | 13 570 kg                 | LEO                        | Úspěšná | OCISLY: Úspěšný | Let s 46 družicemi satelitní sítě Starlink. Celkem 50. let programu. |
| 164       | 15. července 2022  | Block 5 B1067.5            | KSC LC-39A         | SpX CRS-25                                                                                  | 2 668 kg                  | LEO                        | Úspěšná | ASOG: Úspěšný   | Dvacátý pátý zásobovací let k ISS. Pátý let nákladní verze Dragonu 2. |
| 165       | 17. července 2022  | Block 5 B1051.13           | CCSFS SLC-40       | Starlink 4-22                                                                               | 16 250 kg                 | LEO                        | Úspěšná | JRTI: Úspěšný   | Let s 53 družicemi satelitní sítě Starlink. Celkem 50. let programu. |
| 166       | 22. července 2022  | Block 5 B1071.4            | VSFB SLC-4E        | Starlink 3-2                                                                                | 14 100 kg                 | LEO                        | Úspěšná | OCISLY: Úspěšný | Let s 46 družicemi satelitní sítě Starlink. Celkem 50. let programu. |
| 167       | 24. července 2022  | Block 5 B1062.8            | KSC LC-39A         | Starlink 4-25                                                                               | 16 250 kg                 | LEO                        | Úspěšná | ASOG: Úspěšný   | Let s 53 družicemi satelitní sítě Starlink. Celkem 50. let programu. |
| 168       | 4. srpna 2022      | Block 5 B1052.6            | CCSFS SLC-40       | Danuri (Korea Pathfinder Lunar Orbiter) / mozaika “Launch Your Photo into Deep Space Orbit” | 680 kg                    | BLT (Danuri) / HCO (Tesla) | Úspěšná | JRTI: Úspěšný   | První jihokorejská mise k Měsíci. |
| 169       | 10. srpna 2022     | Block 5 B1073.3            | KSC LC-39A         | Starlink 4-26                                                                               | 16 000 kg                 | LEO                        | Úspěšná | ASOG: Úspěšný   | Let s 52 družicemi satelitní sítě Starlink. Celkem 50. let programu. |
| 170       | 12. srpna 2022     | Block 5 B1061.10           | VSFB SLC-4E        | Starlink 3-3                                                                                | 14 100 kg                 | LEO                        | Úspěšná | OCISLY: Úspěšný | Let s 46 družicemi satelitní sítě Starlink. Celkem 50. let programu. |
| 171       | 19. srpna 2022     | Block 5 B1062.9            | CCSFS SLC-40       | Starlink 4-27                                                                               | 16 250 kg                 | LEO                        | Úspěšná | ASOG: Úspěšný   | Let s 53 družicemi satelitní sítě Starlink. |
| 172       | 28. srpna 2022     | Block 5 B1069.2            | CCSFS SLC-40       | Starlink 4-23                                                                               | 16 700 kg                 | LEO                        | Úspěšná | ASOG: Úspěšný   | Let s 54 družicemi satelitní sítě Starlink. |
| 173       | 31. srpna 2022     | Block 5 B1063.7            | VSFB SLC-4E        | Starlink 3-4                                                                                | 14 200 kg                 | LEO                        | Úspěšná | OCISLY: Úspěšný | Let s 46 družicemi satelitní sítě Starlink. |
| 174       | 5. září 2022       | Block 5 B1052.7            | CCSFS SLC-40       | Starlink 4-20, Sherpa-LTC2                                                                  | 16 000 kg                 | LEO                        | Úspěšná | JRTI: Úspěšný   | Let s 51 družicemi satelitní sítě Starlink a družicí Sherpa-LTC2 |
| 175       | 11. září 2022      | Block 5 B1058.14           | KSC LC-39A         | Starlink 4-2, BlueWalker-3                                                                  | 11 938 kg                 | LEO                        | Úspěšná | ASOG: Úspěšný   | Let s 34 družicemi satelitní sítě Starlink a družicí BlueWalker-3. |
| 176       | 19. září 2022      | Block 5 B1067.6            | CCSFS SLC-40       | Starlink 4-34                                                                               | 16 700 kg                 | LEO                        | Úspěšná | JRTI: Úspěšný   | Let s družicemi satelitní sítě Starlink |
| 177       | 24. září 2022      | Block 5 B1073.4            | CCSFS SLC-40       | Starlink 4-35                                                                               | 16 700 kg                 | LEO                        | Úspěšná | ASOG: Úspěšný   | Let s družicemi satelitní sítě Starlink |
| 178       | 5. října 2022      | Block 5 B1077.1            | KSC LC-39A         | Crew-5                                                                                      | 12 519 kg                 | LEO                        | Úspěšná | JRTI: Úspěšný   | Operační let Crew Dragonu Endurance. |
| 179       | 5. října 2022      | Block 5 B1071.5            | VSFB SLC-4E        | Starlink 4-29                                                                               | 16 100 kg                 | LEO                        | Úspěšná | OCISLY: Úspěšný | Let s družicemi satelitní sítě Starlink. Tento start vytvořil nový rekord pro časový odstup mezi starty dvou raket Falcon, rozpětí 7 hodin 10 minut. |
| 180       | 8. října 2022      | Block 5 B1060.14           | CCSFS SLC-40       | Intelsat Galaxy 33 a 34                                                                     | 7 350 kg                  | GTO                        | Úspěšná | ASOG: Úspěšný   | |
| 181       | 15. října 2022     | Block 5 B1069.3            | CCSFS SLC-40       | Eutelsat Hot bird 13F                                                                       | ~4 500 kg                 | GTO                        | Úspěšná | JRTI: Úspěšný   | |
| 182       | 20. října 2022     | Block 5 B1062.10           | CCSFS SLC-40       | Starlink 4-36                                                                               | 16 700 kg                 | LEO                        | Úspěšná | ASOG: Úspěšný   | Let s 54 družicemi satelitní sítě Starlink. |
| 183       | 28. října 2022     | Block 5 B1063.8            | VSFB SLC-4E        | Starlink 4-31                                                                               | 16 400 kg                 | LEO                        | Úspěšná | OCISLY: Úspěšný | Let s 53 družicemi satelitní sítě Starlink. |
| FH 4      | 1. listopadu 2022  | Heavy Block 5 B1066† centr | KSC LC-39A         | USSF-44                                                                                     | ? kg                      | GEO                        | Úspěšná | Bez pokusu      | Celkem 50. start rakety z rodiny Falcon v roce 2022. Centrální stupeň byl jednoúčelový, po uvolnění nákladu a vyčerpání paliva volně dopadl do Atlantiku. Utajovaný náklad amerického letectva o hmotnosti ~3 750 kg byl označen jako Shepherd Demonstration for the Space Force a měl "otestovat nové technologie pro zvýšení bezpečnosti a odpovědnosti při setkávání a přibližování". Vynesen byl také sekundární nosič LDPE-2 s několika satelity (Tetra-1, Alpine, LINUSS A1 a A2), které po startu umístil na jejich dráhy. |
| FH 4      | 1. listopadu 2022  | Block 5 B1064.1 boční      | KSC LC-39A         | USSF-44                                                                                     | ? kg                      | GEO                        | Úspěšná | LZ-1: Úspěšný   | Celkem 50. start rakety z rodiny Falcon v roce 2022. Centrální stupeň byl jednoúčelový, po uvolnění nákladu a vyčerpání paliva volně dopadl do Atlantiku. Utajovaný náklad amerického letectva o hmotnosti ~3 750 kg byl označen jako Shepherd Demonstration for the Space Force a měl "otestovat nové technologie pro zvýšení bezpečnosti a odpovědnosti při setkávání a přibližování". Vynesen byl také sekundární nosič LDPE-2 s několika satelity (Tetra-1, Alpine, LINUSS A1 a A2), které po startu umístil na jejich dráhy. |
| FH 4      | 1. listopadu 2022  | Block 5 B1065.1 boční      | KSC LC-39A         | USSF-44                                                                                     | ? kg                      | GEO                        | Úspěšná | LZ-2: Úspěšný   | Celkem 50. start rakety z rodiny Falcon v roce 2022. Centrální stupeň byl jednoúčelový, po uvolnění nákladu a vyčerpání paliva volně dopadl do Atlantiku. Utajovaný náklad amerického letectva o hmotnosti ~3 750 kg byl označen jako Shepherd Demonstration for the Space Force a měl "otestovat nové technologie pro zvýšení bezpečnosti a odpovědnosti při setkávání a přibližování". Vynesen byl také sekundární nosič LDPE-2 s několika satelity (Tetra-1, Alpine, LINUSS A1 a A2), které po startu umístil na jejich dráhy. |
| 184       | 3. listopadu 2022  | Block 5 B1067.7            | CCSFS SLC-40       | Eutelsat Hot bird 13G                                                                       | ~4 500 kg                 | GTO                        | Úspěšná | JRTI: Úspěšný   | Celkem 50. start rakety Falcon 9 v roce 2022. |
| 185       | 12. listopadu 2022 | Block 5 B1051.14†          | CCSFS SLC-40       | Intelsat Galaxy 31 a 32                                                                     | ~6 600 kg                 | GTO                        | Úspěšná | Bez pokusu      | |
| 186       | 23. listopadu 2022 | Block 5 B1049.11†          | CCSFS SLC-40       | Eutelsat 10B                                                                                | 5 500 kg                  | GTO                        | Úspěšná | Bez pokusu      | |
| 187       | 26. listopadu 2022 | Block 5 B1076.1            | KSC LC-39A         | SpX CRS-26                                                                                  | 3 528 kg                  | LEO                        | Úspěšná | JRTI: Úspěšný   | Dvacátý šestý zásobovací let k ISS. Šestý let nákladní verze Dragonu 2. |
| 188       | 8. prosince 2022   | Block 5 B1069.4            | KSC LC-39A         | OneWeb #15 (SpX #1)                                                                         | 5 900 kg                  | Polar LEO                  | Úspěšná | LZ-1: Úspěšný   | Let s 40 družicemi satelitní sítě OneWeb (poprvé na raketě Falcon). |
| 189       | 11. prosince 2022  | Block 5 B1073.5            | CCSFS SLC-40       | Hakuto-R Mission 1 Emirates Lunar Mission Lunar Flashlight                                  | ~1 000 kg                 | BLT                        | Úspěšná | LZ-2: Úspěšný   | Japonský měsíční přistávací modul s vozítkem Rashid ze Spojených arabských emirátů. |
| 190       | 16. prosince 2022  | Block 5 B1071.6            | VSFB SLC-4E        | SWOT (Surface Water and Ocean Topography)                                                   | ~2 200 kg                 | LEO                        | Úspěšná | LZ-4: Úspěšný   | Americko-evrospký satelit pro měření mořské hladiny s centimetrovou přesností. |
| 191       | 16. prosince 2022  | Block 5 B1067.8            | CCSFS SLC-40       | 03b mPOWER 1 & 2                                                                            | ~4 100 kg                 | MEO                        | Úspěšná | ASOG: Úspěšný   | Dva satelity nové telekomunikační sítě společnosti SES. |
| 192       | 17. prosince 2022  | Block 5 B1058.15           | KSC LC-39A         | Starlink 4-37                                                                               | ~16 700 kg                | LEO                        | Úspěšná | JRTI: Úspěšný   | Let s 54 družicemi satelitní sítě Starlink. |
| 193       | 28. prosince 2022  | Block 5 B1062.11           | CCSFS SLC-40       | Starlink 5-1                                                                                | ~16 700 kg                | LEO                        | Úspěšná | ASOG: Úspěšný   | Let s 54 družicemi satelitní sítě Starlink (první let zdokonalené druhé generace schopné zvýšit kapacitu sítě). |
| 194       | 30. prosince 2022  | Block 5 B1061.11           | VSFB SLC-4E        | EROS-C3                                                                                     | ~400 kg                   | Retrográdní LEO            | Úspěšná | LZ-4: Úspěšný   | Izraelský satelit pro elektrooptické pozorování Země. První start SpaceX na retrográdní orbit s nízkým sklonem. |

### 2023 a dále
Pozdější lety jsou obsahem stránky Seznam letů Falconu 9 a Falconu Heavy (2023–2024).